# Fotbalista roku (Francie)

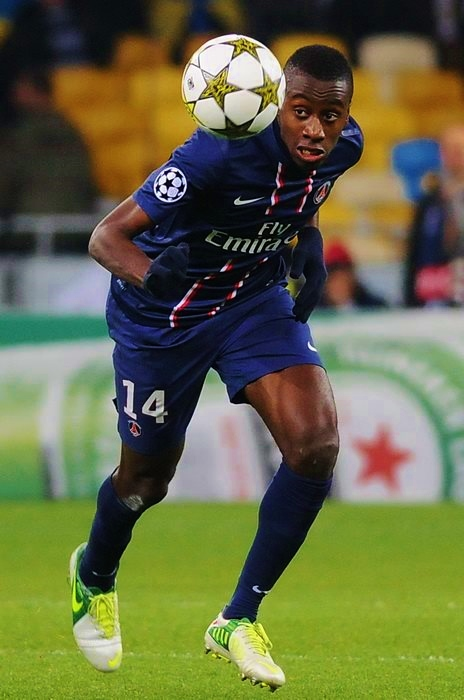
Vítěz za rok 2015 Blaise Matuidi.

Nejlepšího francouzského fotbalistu roku vyhlašuje od roku 1959 časopis France Football. Do roku 1995 musel vítěz hrát ve francouzské lize, od roku 1996 může působit i v zahraničních ligách. Od roku 2001 nehlasují novináři, ale bývalí vítězové ankety.[zdroj?]

## Vítězové
| Rok  | Vítěz                                        | Klub                                         |
| ---- | -------------------------------------------- | -------------------------------------------- |
| 1959 | Jules Sbroglia                               | Angers                                       |
| 1960 | Raymond Kopa                                 | Stade Reims                                  |
| 1961 | Mahi Khennane                                | Rennes                                       |
| 1962 | André Lerond                                 | Stade Reims                                  |
| 1963 | Yvon Douis                                   | Monaco                                       |
| 1964 | Marcel Artelesa                              | Monaco                                       |
| 1965 | Philippe Gondet                              | Nantes                                       |
| 1966 | Philippe Gondet                              | Nantes                                       |
| 1967 | Bernard Bosquier                             | Saint-Étienne                                |
| 1968 | Bernard Bosquier                             | Saint-Étienne                                |
| 1969 | Hervé Revelli                                | Saint-Étienne                                |
| 1970 | Georges Carnus                               | Saint-Étienne                                |
| 1971 | Georges Carnus                               | Saint-Étienne / Olympique Marseille          |
| 1972 | Marius Trésor                                | Ajaccio / Olympique Marseille                |
| 1973 | Georges Bereta                               | Saint-Étienne                                |
| 1974 | Georges Bereta                               | Saint-Étienne                                |
| 1975 | Jean-Marc Guillou                            | Angers / Nice                                |
| 1976 | Michel Platini                               | Nancy                                        |
| 1977 | Michel Platini                               | Nancy                                        |
| 1978 | Jean Petit                                   | Monaco                                       |
| 1979 | Maxime Bossis                                | Nantes                                       |
| 1980 | Jean-François Larios                         | Saint-Étienne                                |
| 1981 | Maxime Bossis                                | Nantes                                       |
| 1982 | Alain Giresse                                | Bordeaux                                     |
| 1983 | Alain Giresse                                | Bordeaux                                     |
| 1984 | Jean Tigana                                  | Bordeaux                                     |
| 1985 | Luis Fernández                               | Paris Saint-Germain                          |
| 1986 | Manuel Amoros                                | Monaco                                       |
| 1987 | Alain Giresse                                | Olympique Marseille                          |
| 1988 | Stéphane Paille                              | Sochaux                                      |
| 1989 | Jean-Pierre Papin                            | Olympique Marseille                          |
| 1990 | Laurent Blanc                                | Montpellier                                  |
| 1991 | Jean-Pierre Papin                            | Olympique Marseille                          |
| 1992 | Alain Roche                                  | Auxerre / Paris Saint-Germain                |
| 1993 | David Ginola                                 | Paris Saint-Germain                          |
| 1994 | Bernard Lama                                 | Paris Saint-Germain                          |
| 1995 | Vincent Guérin                               | Paris Saint-Germain                          |
| 1996 | Didier Deschamps                             | Juventus                                     |
| 1997 | Lilian Thuram                                | Parma                                        |
| 1998 | Zinédine Zidane                              | Juventus                                     |
| 1999 | Sylvain Wiltord                              | Bordeaux                                     |
| 2000 | Thierry Henry                                | Arsenal                                      |
| 2001 | Patrick Vieira                               | Arsenal                                      |
| 2002 | Zinédine Zidane                              | Real Madrid                                  |
| 2003 | Thierry Henry                                | Arsenal                                      |
| 2004 | Thierry Henry                                | Arsenal                                      |
| 2005 | Thierry Henry                                | Arsenal                                      |
| 2006 | Thierry Henry                                | Arsenal                                      |
| 2007 | Franck Ribéry                                | Olympique Marseille                          |
| 2008 | Franck Ribéry                                | FC Bayern Mnichov                            |
| 2009 | Yoann Gourcuff                               | Bordeaux                                     |
| 2010 | Samir Nasri                                  | Arsenal                                      |
| 2011 | Karim Benzema                                | Real Madrid                                  |
| 2012 | Karim Benzema                                | Real Madrid                                  |
| 2013 | Franck Ribéry                                | FC Bayern Mnichov                            |
| 2014 | Karim Benzema                                | Real Madrid                                  |
| 2015 | Blaise Matuidi                               | Paris Saint-Germain                          |
| 2016 | Antoine Griezmann                            | Atlético Madrid                              |
| 2017 | N'Golo Kanté                                 | Chelsea                                      |
| 2018 | Kylian Mbappé                                | Paris Saint-Germain FC                       |
| 2019 | Kylian Mbappé                                | Paris Saint-Germain FC                       |
| 2020 | kvůli pandemii covidu-19 se cena neudělovala | kvůli pandemii covidu-19 se cena neudělovala |
| 2021 | Karim Benzema                                | Real Madrid                                  |